# Tinocallis platani
Tinocallis platani är en insektsart som först beskrevs av Johann Heinrich Kaltenbach 1843. Enligt Catalogue of Life ingår Tinocallis platani i släktet Tinocallis och familjen långrörsbladlöss, men enligt Dyntaxa är tillhörigheten istället släktet Tinocallis och familjen borstbladlöss. Arten är reproducerande i Sverige. Inga underarter finns listade i Catalogue of Life.